# Hematemesis
Hematemesis es la expulsión de vómito con sangre procedente del tubo digestivo alto (desde el ángulo duodeno-yeyunal hasta la boca).
Se puede caracterizar por un color oscuro, el cual por lo general varía de negro a pardo oscuro (similar a posos de café) debido al hecho de estar la sangre parcialmente digerida. Por el contrario, en ocasiones puede tener trazas rojizas si el sangrado es muy fuerte o reciente.

## Etiología
Las lesiones del aparato digestivo, que van desde la boca hasta el píloro, pueden desencadenar una hematemesis, debido a:
- Cáncer gástrico
- Disfunciones vasculares del tracto gastrointestinal, como sangrado por varices gástricas o varices intestinales
- Erosión de la mucosa del esófago o del estómago
- Esquistosomiasis intestinal (causada por el parásito Schistosoma mansoni)
- Fiebre hemorrágica viral
- Fístula atrio-esofágico
- Gastritis
- Gastroenteritis
- Hepatitis viral crónica
- Lesión iatrogénica (procedimiento invasivo como la endoscopia o la ecocardiografía transesofágica)
- Lesiones por radiaciones
- Síndrome de Mallory-Weiss
- Síndrome de Zollinger-Ellison (origina una úlcera péptica grave)
- Tabaquismo
- Tumores en el esófago o en el estómago
- Úlcera péptica que erosiona la mucosa del estómago (úlcera gástrica) o del duodeno (úlcera duodenal)
- Várices esofágicas.
- Vómitos de la sangre se ingiere después de una hemorragia en la cavidad oral, nariz o garganta.

## Tratamiento
La hematemesis es una urgencia médica; por lo que debe detectarse y corregirse el origen de la lesión causante a la mayor brevedad. También debe reponerse la sangre perdida, en caso necesario.